# Protomognathus americanus
Protomognathus americanus là một loài kiến có kích thước 2–3 mm. Chúng là loài đặc hữu của đông bắc Hoa Kỳ và một số vùng ở Canada.